# فتوح السلمان الصباح
الشيخة فتوح السلمان الصباح ، (1931 - 1990) الزوجة الوحيدة لأمير دولة الكويت الخامس عشر الشيخ صباح الأحمد الجابر الصباح، تُوفيت قبل الغزو العراقي للكويت، وهي أم اولاده الاربعة.

## العمل الاجتماعي
اشتهرت الشيخة فتوح بنت سلمان بن حمود بن صباح بن جابر بن عبد الله الصباح بالعمل الخيري وهي من الشخصيات الخيرية والكريمة، وقد عرفت بحبها للخير ونشر السلام، وبث السكينة، وشجعت وانشات مشاريع التكافل والتعاون الخيرية بدولة الكويت وخارجها، وتعد نموذجاً للجانب الإنساني والخيري، وتخليداً لاعمالها الخيرية فقد افتتح مركزاً صحيا بأسم مركز الشيخة فتوح السلمان الصباح في منطقة الشامية الكويت عام 2003.

## حياتها العائلية
تزوجت حاكم دولة الكويت الخامس عشر الشيخ صباح الأحمد الجابر الصباح في ريعان شبابها في أربعينيات القرن العشرين، وهي وزوجها كلاهما من أسرة آل صباح، ولم يتزوّج بعدها، ولديها منه بنت واحدة وثلاثة أبناء وهم:
- الشيخ ناصر صباح الأحمد (وزير الدفاع السابق).
- الشيخ حمد صباح الأحمد.
- الشيخ أحمد صباح الأحمد (تُوفي صغيرًا في حادث سير في العام 1969).
- الشيخة سلوى صباح الأحمد، وقد توفّاها الله في عام 2002 بعد أن أًصيبت بسرطان الثدي.